# アン (化学)
-アン(-ane)は、有機化合物の命名規則において、-C-C-基が最も優先される場合に用いられる接尾辞である。例えば、プロパノール(propanol)のように、次に母音が続く場合は、最後のeは脱落する。
用語の語源については、アルカンを参照。